# مقاطعة تايلور (آيوا)
مقاطعة تايلور (بالإنجليزية: Taylor County)‏ هي إحدى مقاطعات ولاية آيوا في الولايات المتحدة الأمريكية.

## أعلام
- جورج ر. لينن